# Плюсса (река)
Плю́сса (устар. Плюсса-еги) — река в Псковской и Ленинградской областях России, правый приток Нарвы (впадает в Нарвское водохранилище). Длина реки — 281 км, площадь водосборного бассейна — 6550 км².
По берегам реки имеется множество древних археологических памятников, а также несколько православных храмов и часовен, построенных в XVIII—XIX и начале XX веков.

## Характеристика

Карта бассейна реки Нарва и её притока Плюссы

Вытекает из Заплюсских озёр и сети осушительных каналов около посёлка Заплюсье. Заплюсское озеро после мелиорационных работ обмелело, заболотилось, разделилось на несколько мелких водоёмов, обозначаемых на картах как Заплюсские озёра. Течёт сначала преимущественно на запад, затем около поселка Добручи поворачивает на север. Впадает в Нарвское водохранилище севернее города Сланцы. До образования водохранилища, впадала непосредственно в реку Нарву (Нарову).
Русло Плюссы извилистое, песчаное. Берега в верхнем и среднем течении высокие, сухие, к устью — местами болотистые. В половодье река сильно разливается. В черте города Сланцы на реке пороги. Среднегодовой расход воды — в районе Сланцев — 50 м³/с.
Ранее река использовалась для судоходства на протяжении 83 км до посёлка Чернёво.
Наиболее крупные озёра в бассейне: Чёрное — 8,75 км², Щирское — 8,2 км², Песно — 4,85 км², Завердужье — 2,8 км², Заплюсское — 2,55 км², Долгое — 1,67 км².

## Населённые пункты
На реке — город Сланцы, посёлок городского типа Плюсса, крупные сельские населённые пункты Гостицы (деревня), Большие Поля, Чернёво, Ляды, Ореховно, Игомель, Лышницы, Кошелевицы, Тушитово, Курея, Погорелово, Лосицы.

## Притоки
Наиболее значительные притоки реки Плюссы по водности (по среднему многолетнему расходу воды): Яня (Лавынь) — 5,89 м³/с и Люта (Котоши) — 5,76 м³/с, по площади водосбора: Яня (772 км²) и Люта (660 км²), по длине: Люта 96 км и Курея (80 км).
В приведённой ниже таблице указаны все левые и правые притоки реки Плюсса (кроме ручьёв и безымянных рек), от устья к истоку, а также их крупные притоки длиной свыше 30 км.
| Расстоя- ние от устья (км) | Левый приток / Правый приток | Притоки притоков | Длина (км) | Площадь водо- сбора (км²) |
| -------------------------- | ---------------------------- | ---------------- | ---------- | ------------------------- |
| 5                          | Боровенка                    |                  | 20         |                           |
| 19                         | Кушелка (Кушолка)            |                  | 22         | 161                       |
| 21                         | Руя                          |                  | 48         | 274                       |
| 33                         | Вейнка (Вейенка)             |                  | 26         | 74                        |
| 71                         | Крапивенка                   |                  | 25         | 73                        |
| 101                        | Средняя Отока (Либевица)     |                  | 14         |                           |
| 106                        | Ужовка                       |                  | 12         |                           |
| 112                        | Боровенка                    |                  | 10         | 21                        |
| 115                        | Яня (Яна)                    |                  | 57         | 772                       |
|                            | ↑                            | Чёрная (справа)  | 30         | 264                       |
| 135                        | Люта                         |                  | 96         | 660                       |
| 136                        | Дряжна                       |                  | 25         |                           |
| 147                        | Рудна (Рудена, Руденя)       |                  | 16         |                           |
| 152                        | Сяберка (Сядьмерка)          |                  | 12         |                           |
|                            | Бродня                       |                  |            |                           |
| 163                        | Ореховенка                   |                  | 11         |                           |
| 182                        | Вёрдуга                      |                  | 26         | 539                       |
|                            | ↑                            | Чёрная (справа)  | 36         | 189                       |
| 200                        | Пагуба                       |                  | 30         | 429                       |
| 231                        | Городонька                   |                  | 30         | 110                       |
| 235                        | Курея                        |                  | 80         | 478                       |
| 242                        | Курейка                      |                  | 12         |                           |
| 253                        | Песнеца                      |                  | 6          |                           |
| 256                        | Омуга                        |                  | 19         | 206                       |

## Данные водного реестра
По данным государственного водного реестра России относится к Балтийскому бассейновому округу, водохозяйственный участок реки — Нарва. Относится к речному бассейну реки Нарва (российская часть бассейна).
Код объекта в государственном водном реестре — 1030000412102000026703.